# Robin Briguet
Robin Briguet, né le 11 mai 1999 à Sion, est un skieur acrobatique suisse, spécialiste du half-pipe.

## Carrière
Il se classe 3e lors des Championnats du monde juniors de 2017. Pour ses débuts en Coupe du monde, il remporte la médaille de bronze lors de l'épreuve au Genting Secret Garden en Chine, lieu qu'il retrouvera en 2022 lors des Jeux olympiques.

## Palmarès

### Jeux olympiques
| Édition/Discipline     | Half-pipe |
| JO 2018 (Pyeongchang ) | 25e       |
| JO 2022 (Pékin )       | 12e       |

### Coupe du monde
- 1 podium